# 密教研究会
密教研究会（みっきょうけんきゅうかい、英名 Association of Esoteric Buddhist Studies）は、密教を中心に仏教・宗教全般の研究・普及を目的とする学会。
事務局を和歌山県伊都郡高野町高野山385高野山大学内に置いている。

## 事業
- 学術大会・講演会・研究集会等の開催、会誌の発行など[1]

## 会誌
- 『密教文化』(Journal of Esoteric Buddhism)